# Gornja Plemenšćina
Gornja Plemenšćina falu Horvátországban Krapina-Zagorje megyében. Közigazgatásilag Pregradához tartozik.

## Fekvése
Krapinától 8 km-re északnyugatra, községközpontjától 4 km-re északkeletre a Horvát Zagorje északnyugati részén fekszik. Erdőkkel és mezőgazdasági területekkel szabdalt határában a szántó, a szőlő és a gyümölcsös művelés a leggyakoribb. A korlátozott termékenységű talaj főként a szőlő művelésre teszi alkalmassá.

## Népessége
| Lakosok száma | 321  | 316  | 275  | 217  |
|               | 1991 | 2001 | 2011 | 2021 |

## Története
A régészeti leletek tanúsága szerint területén már a bronzkorban is volt emberi település. A leletek az i. e. 2200 és 800 közötti időszakra keltezhetők. Közülük a leghíresebb a perzsa eredetű istenséget Mithrászt ábrázoló szobor, melyet Donja és Gornja Plemenšćina határán találtak és az i. e. 4. századból származik. Az istenségnek különösen a római Pannóniában volt nagy kultusza, ahol számos szentélye volt. A települést 1573-ban a horvát parasztfelkelés idején említik először "Busin nobilium" néven. A latin nobilium horvátul plemenitih, azaz nemesit jelent. A Busin név pedig a szomszédos Bušin falura vonatkozik, eszerint tehát az 1573-as név Nemes- Bušint jelent. Ebből ered a település mai neve Plemenšćina, azaz nemesi falu. Az 1589-es adóösszeírás szerint Tostočelo nevű falu állt itt, mely a koszteli váruradalomhoz tartozott és amelynek 68 portája volt. Ma ilyen nevű település nincs a környéken, de a terület legmagasabb pontja az 561 méter magas Tusto čelo, melynek a középkorban kitüntetett szerepe lehetett az uradalomban.
A településnek 1857-ben 416, 1910-ben 702 lakosa volt. Trianonig Varasd vármegye Pregradai járásához tartozott. A településnek 2001-ben 316 lakosa volt.

## Nevezetességei
A Szent Anna-kápolna egy domb fennsíkján található egyhajós templom, mely a 15. század közepén épült. Eredeti középkori megjelenéséből gótikus szentélyét és hajóját őrizte meg. A későbbi barokk réteget később eltávolították. A templom a négyzet alaprajzú harangtoronyból, téglalap alakú hajóból, és a háromoldalú szentélyből áll, amelyet négy támpillérrel támasztottak meg. A négyszögletes sekrestye a szentélytől délre található. A kápolna tengelyben a homlokzat előtt található a harangtorony, melynek földszintjén található a templom bejárata. A hajó belsejében egy új, festett famennyezet található, míg a szentélynek gótikus csillagboltozata van, amelynek bordái konzolokon nyugszanak.

## Külső hivatkozások
- Pregrada hivatalos oldala
- A város információs portálja
- A Szent Anna rekreációs központ honlapja